# Tinodes difficilis
Tinodes difficilis är en nattsländeart som beskrevs av Martynov 1927. Tinodes difficilis ingår i släktet Tinodes och familjen tunnelnattsländor. Inga underarter finns listade i Catalogue of Life.